# راست (مقام موسیقی)

محل صداهای مقام راست بر روی پرده‌های سازهایی مثل تار، سه‌تار و عود که با فاصلهٔ چهارم درست کوک شده‌اند.

راست نام یکی از مقام‌های موسیقی است. در موسیقی قدیم ایران، راست جزو مقام‌های دوازده‌گانهٔ اصلی بود و بعد از تحول موسیقی ایران از موسیقی مقامی به موسیقی دستگاهی، راست به عنوان یکی از ریشه‌های دستگاه راست‌پنج‌گاه به جا مانده‌است، اگر چه فواصل این دستگاه با دستگاه ماهور نزدیکی بیشتری دارد و از فواصل مقام راست متفاوت است. از میان دستگاه‌های موسیقی ایرانی، دستگاه نوا بیشترین نزدیکی را از نظر فواصل با مقام راست دارد. مقام راست در موسیقی سنتی عربی و ترکی نیز به کار گرفته می‌شود و در تئوری موسیقی عربی نقشی بنیادی داراست.

## تاریخچه و نام
نام «راست» در خسروانی‌های دوران ساسانیان دیده نمی‌شود، و اولین اشاره به آن در متون حدود ۴۰۰ سال پس از ساسانیان، به عنوان یکی از پرده‌های موسیقی صورت گرفته‌است. با این حال، در برخی از اشعار نام «راست» همراه با نام نکیسا (موسیقی‌دان دورهٔ ساسانی که اختراع هفت‌خسروانی به او نسبت داده می‌شود) یا باربد (موسیقی‌دان دورهٔ ساسانی) آمده‌است که احتمال این که این مقام ریشه در خسروانی‌ها داشته باشد را مطرح می‌کند.
به عقیدهٔ فرهاد فخرالدینی، این مقام از آن جهت «راست» نامیده می‌شده که درجات یا نغمه‌های آن در دو سیم سازی مانند عود (که با فاصله چهارم درست کوک می‌شده) در یک راستا قرار می‌گرفته‌اند، یعنی محل انگشتان دست در پرده‌های دو سیم متناظر بوده‌است. مقام دیگری که این خاصیت را داشته مقام عشاق بوده‌است و از همین رو فخرالدینی معتقد است که نام راست در متون جدید (و از جمله در طبقه‌بندی دستگاهی به خصوص در دستگاه راست‌پنجگاه) در واقع اشاره به مقام عشاق دارد و نه مقام راست. این نظریات در تئوری موسیقی حال حاضر موسیقی ترکی نیز مطرح شده‌است (ر.ک § موسیقی ترکی).

## موسیقی ایرانی
در تقسیم‌بندی مقامی موسیقی ایرانی، راست یکی از مقام‌های دوازده‌گانه اصلی بود. فواصل مقام راست در متون قدیمی به صورت «ط ج‍ ج ط ج‍ ج‍ ط» آمده‌است که با نت‌نویسی ابجد به صورت «ا د و ح یا یج یه یح» نمایش داده می‌شده‌است. با تبدیل آن به نت‌نویسی امروزی، مقام راست از نت سل به شکل زیر به دست می‌آید: فاصلهٔ بین «لا» تا «سی کرن»، «سی کرن» تا «دو»، «ر» تا «می کرن» و «می کرن» تا«فا» برابر با دوم نیم‌بزرگ است (تقریباً سه چهارم پرده)، و فاصلهٔ بین دیگر نت‌ها برابر است با دوم بزرگ (یک پرده). به عبارت دیگر، در هر دو دانگ این مقام، فواصل نت‌ها به صورت «پرده - سه ربع پرده - سه ربع پرده» است.

درجات مقام راست بر اساس رسالهٔ شرفیهٔ صفی‌الدین ارموی.

در موسیقی دستگاهی ایران، نزدیک‌ترین گوشه به فواصل مقام راست، آواز افشاری و بیات ترک است که جزو متعلقات دستگاه شور به شمار می‌آیند. قطعهٔ گشته خزان به آّهنگسازی فرهاد فخرالدینی و با آواز علیرضا قربانی نمونه‌ای از آواز افشاری است.

## موسیقی عربی
در طی تحولات تئوری موسیقی عربی که در اواخر قرن هجدهم و اوایل قرن نوزدهم میلادی رخ داد، یک گام پایه (به عربی: ديوان) برای موسیقی عربی تعریف شد که در آن نت‌های سوم و هفتم گام، هر کدام یک ربع پرده پایین‌تر از گام ماژور غربی هستند؛ به این نت‌ها اصطلاحاً «نیم بمل» (به عربی: نصف بيمول) گفته می‌شود. به بیان دیگر، در موسیقی عربی مقام راست مقام پایه دانسته می‌شود. جنس اصلی این مقام جنس راست است و اهمیت این مقام در آن حد است که یکی از خانواده‌های مقام را به خود اختصاص می‌دهد؛ خانواده مقام راست شامل مقام‌های کردان، سازکار، سوزناک، نیریز، یکاه، دلنشین، سوز دلارا، و ماهور نیز هست.

## موسیقی ترکی
تئوری موسیقی ترکی عمدتاً حاصل نظریات رئوف یکتا، صوفی ازگی و حسین سعدالدین آرل است، که دیدگاه این دو آخری معمولاً با نام نظریه ازگی-آرل شناخته می‌شود. از این میان رئوف یکتا مقام راست را مقام پایه می‌دانست اما با گسترش نظریهٔ ازگی-آرل این نقش به مقام چهارگاه منتقل شده‌است. کارل سیگنل اشاره می‌کند که در طی این تحولات، مفهوم مقام ماهور هم تغییر کرده‌است، چنانکه در گذشته فواصلش به مقام عشاق نزدیکتر بوده (که مانند دستگاه ماهور در موسیقی ایرانی معاصر است) اما در حال حاضر در موسیقی ترکی مقام ماهور بر اساس فواصل مقام راست اجرا می‌شود (یعنی نت سومش یک ربع پرده پایین‌تر از عشاق اجرا می‌گردد).
در موسیقی مذهبی طریقت مولویه هم مقام راست به طور رایج به کار گرفته می‌شود. برای مثال در مولودی‌خوانی‌ها معمولاً پنج بخش اجرا می‌شود که بخش سوم که ولادت نام دارد در مقام راست اجرا می‌گردد.

## یادداشت
1. ↑  Mevlit
2. ↑  Veladet